# Liebmann
Liebmann è un film del 2016 diretto da Jules Herrmann.